# Pawieł Blinow
Pawieł Fiodorowicz Blinow (ros. Павел Фёдорович Блинов, ur. 20 września 1919 we wsi Wiazowka obecnie w rejonie bazarno-karabulakskim w obwodzie saratowskim, zm. 16 lipca 1998 w Ałma-Acie) – radziecki lotnik wojskowy, podpułkownik, Bohater Związku Radzieckiego (1945).

## Życiorys
W 1938 skończył szkołę w Wolsku, pracował w fabryce, od 1940 służył w Armii Czerwonej. W 1941 ukończył wojskową lotniczą szkołę pilotów w Engelsie, później pracował w wojskowej lotniczej szkole pilotów w Iżewsku. Od marca 1943 uczestniczył w wojnie z Niemcami, walczył na Froncie Północno-Zachodnim, Woroneskim, Stepowym, 2 i 1 Ukraińskim. Brał udział w bitwie pod Kurskiem, wyzwalaniu Ukrainy i Mołdawii, zajmowaniu Rumunii, Polski, Czechosłowacji i walkach na terytorium Niemiec. 15 grudnia 1943 został ciężko ranny w głowę. Jako dowódca klucza 141 gwardyjskiego pułku lotnictwa szturmowego 9 Gwardyjskiej Dywizji Lotnictwa Szturmowego 1 Gwardyjskiego Korpusu Lotnictwa Szturmowego 2 Armii Powietrznej 1 Frontu Ukraińskiego w stopniu starszego porucznika do początku kwietnia 1945 wykonał 96 lotów bojowych samolotem Ił-2. Brał udział w 29 walkach powietrznych, w których w składzie grupy strącił 5 samolotów wroga. W 1946 został zwolniony do rezerwy w stopniu podpułkownika, od 1948 do 1961 pracował w MWD ZSRR. Jego imieniem nazwano ulicę w Wolsku.

## Odznaczenia
- Złota Gwiazda Bohatera Związku Radzieckiego (10 kwietnia 1945)
- Order Lenina (1945)
- Order Czerwonego Sztandaru (dwukrotnie, 1943 i 1944)
- Order Aleksandra Newskiego (1945)
- Order Wojny Ojczyźnianej I klasy (dwukrotnie, 1943 i 1985)
- Order Czerwonej Gwiazdy (1943)
- Medal „Za zdobycie Berlina”
- Medal „Za wyzwolenie Pragi”

I inne.